# 阿伊清真寺
阿伊清真寺，位于中国青海省循化县清水乡阿什匠村，为青海省市县级文物保护单位，公布日期为1998年10月12日，类型为古建筑。
阿伊清真寺的历史年代为清。